# Prefektura Aiči

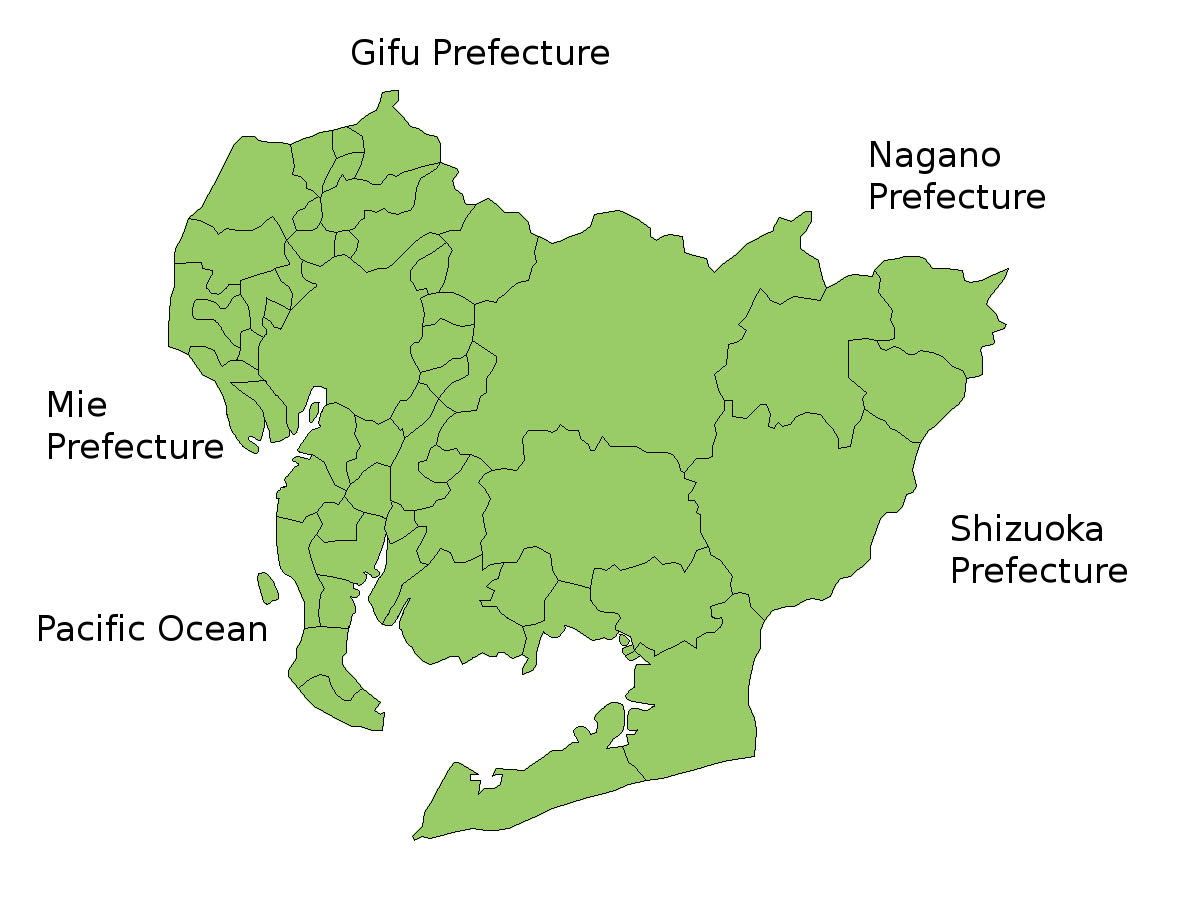
Mapa prefektury Aiči

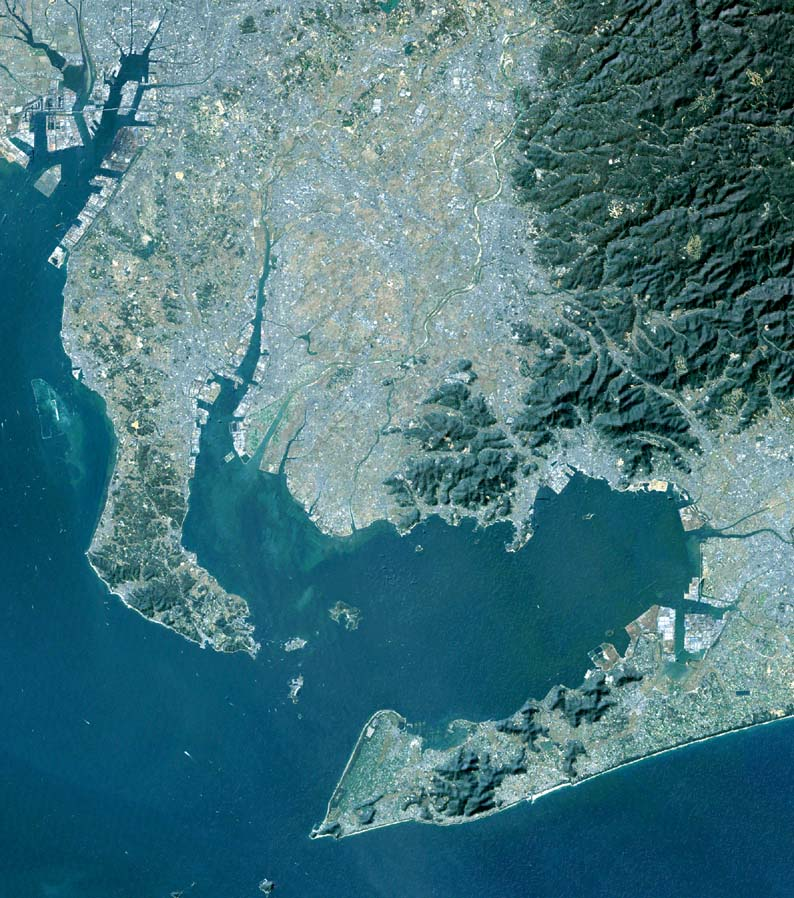
Satelitní snímek zátoky Mikawa

Prefektura Aiči (japonsky 愛知県, Aiči-ken) je jednou ze 47 prefektur Japonska. Nachází se v regionu Čúbu na ostrově Honšú a hlavním městem je Nagoja. Je to střed metropolitní oblasti Čúkjó. K 27. dubnu 2007 měla prefektura 7 341 000 obyvatel.

## Historie
Původně byl region rozdělen do dvou provincií – Owari a Mikawa. Po reformách Meidži se provincie Owari a Mikawa spojily v jednu. V roce 1871, po zrušení systému han, byla provincie Owari (s výjimkou poloostrova Čita) stanovena prefekturou Nagoja, zatímco Mikawa se s poloostrovem Čita spojila a vytvořila prefekturu Nukata. Prefektura Nagoja byla v dubnu 1872 přejmenována na prefekturu Aiči a 27. listopadu téhož roku se spojila s Nukatou.

## Geografie
Prefektura Aiči leží blízko středu největšího japonského ostrova Honšú. Na jihu hraničí se zátokami Ise a Mikawa, s prefekturou Šizuoka na východě, Nagano na severovýchodě, Gifu na severu a Mie na západě. Z východu na západ je dlouhá 106 km, z jihu na sever 94 km a tvoří podstatnou část pláně Nóbi. Svou rozlohou 5 153,81 km2 zaujímá přibližně 1,36 % celkové rozlohy povrchu Japonska. Nejvyšším bodem je Čausujama (1415 m nad mořem).
Západní části prefektury dominuje Nagoja, japonské čtvrté největší město, a jeho předměstí. Východní část je osídlena méně, ale stále se v ní nachází několik významných průmyslových center. Díky silné ekonomice mezi říjnem 2005 a 2006 bylo Aiči populačně nejrychleji rostoucí prefekturou, překonávajíc Tokio o 7,4 %.

### Města
V prefektuře Aiči se nachází 38 velkých měst:
| - Aisai 愛西市 - Ama あま市 - Andžó 安城市 - Cušima 津島市 - Čirjú 知立市 - Čita 知多市 - Gamagóri 蒲郡市 - Handa 半田市 - Hekinan 碧南市 - Ičinomija 一宮市 - Inazawa 稲沢市 - Inujama 犬山市 - Iwakura 岩倉市 | - Jatomi 弥富市 - Karija 刈谷市 - Kasugai 春日井市 - Kitanagoja 北名古屋市 - Kijosu 清須市 - Komaki 小牧市 - Kónan 江南市 - Mijoši みよし市 - Nagakute 長久手市 - Nagoja (hlavní město) 名古屋市 - Nišio 西尾市 - Niššin 日進市 | - Okazaki 岡崎市 - Owariasahi 尾張旭市 - Óbu 大府市 - Seto 瀬戸市 - Šinširo 新城市 - Tahara 田原市, - Tojoake 豊明市 - Tojohaši 豊橋市 - Tojokawa 豊川市 - Tojota 豊田市 - Takahama 高浜市 - Tókai 東海市 - Tokoname 常滑市 |